# Grand Prix Kranj 2006
Il Grand Prix Kranj 2006, trentanovesima edizione della corsa, valido come evento dell'UCI Europe Tour 2006 categoria 1.2, si svolse il 3 giugno 2006 su un percorso di 173 km. Fu vinto dallo sloveno Boštjan Mervar, che giunse al traguardo con il tempo di 4h08'59" alla media di 41,69 km/h.
Alla partenza erano presenti 124 ciclisti dei quali 50 portarono a termine il percorso.

## Ordine d'arrivo (Top 10)
| Pos. | Corridore          | Squadra        | Tempo    |
| ---- | ------------------ | -------------- | -------- |
| 1    | Boštjan Mervar     | Perutnina Ptuj | 4h08'59" |
| 2    | Robert Kišerlovski | Adria Mobil    | s.t.     |
| 3    | Pavel Zitta        | PSK Whirlpool  | a 9"     |
| 4    | Jan Flatynek       | PSK Whirlpool  | a 50"    |
| 5    | Grega Bole         | Lampre         | s.t.     |
| 6    | Jure Kocjan        | Sava           | s.t.     |
| 7    | Peter Herman       | Aposport       | s.t.     |
| 8    | Igor Kranjec       |                | s.t.     |
| 9    | Matic Strgar       | Radenska       | s.t.     |
| 10   | Vid Ogris          | Team Plast     | s.t.     |